# Valiente (canción)
Valiente es una canción escrita e interpretada por la cantante y compositora mexicana Paty Cantú fue lanzada para su cuarto álbum de estudio 333, como el primer sencillo de dicho material. Fue escrita por ella misma junto con Angela Davalos Burguete, Mats Hedstrom y Erik Gunnar.   
El vídeo musical se publicó en su cuenta VEVO de Youtube el día 5 de septiembre de 2015 y en plataformas digitales un día antes.

## Lista de canciones

### Descarga digital
- 'Valiente' - 4:15[5]

## Posicionamiento en listas
| Lista                              | Mejor posición |
| ---------------------------------- | -------------- |
| Estados Unidos (Billboard Hot 100) | 25             |
| Estados Unidos (Latin Pop Songs)   | 20             |
| México (Spotify Chart)             | 51             |
| México (Mexico Airplay)            | 12             |
| México (Mexico Espanol Airplay)    | 1              |

### Anuales
| País   | Certificador   | Lista         | Mejor posición |
| 2016   | 2016           | 2016          | 2016           |
| ------ | -------------- | ------------- | -------------- |
| México | Monitor Latino | Top pop anual | 96             |

## Historial de lanzamiento
| Región | Fecha                   | Formato                     | Discográfica     | Ref.   |
| ------ | ----------------------- | --------------------------- | ---------------- | ------ |
| México | 4 de septiembre de 2015 | Descarga digital, Streaming | EMI Music Latino | [ 12 ] |